# Ioan Bogdan (fotbalist)
Ioan Bogdan (n. 26 ianuarie 1956, Arad, România) este un fost fotbalist român care a jucat ca fundaș.

## Cariere de club
Și-a început cariera ca junior la clubul UTA Arad unde a jucat din 1969 până în 1975. Ca senior a jucat 2 mari perioade la Aurul Brad si Corvinul. A mai jucat la UTA mici perioade de timp.

## Carieră internațională
Ioan Bogdan a jucat nouă meciuri pentru Echipa națională a României, inclusiv o victorie cu 3–1 împotriva Cipru la calificările la Euro 1984 .

## Palmares
Corvinul Hunedoara
- Divizia B: 1979–80[2]